# Urmeniș (okręg Bistrița-Năsăud)
Urmeniș – wieś w Rumunii, w okręgu Bistrița-Năsăud, w gminie Urmeniș. W 2011 roku liczyła 830 mieszkańców.